# سقوط یک فرشته شورشی
| بررسی انتقادی | بررسی انتقادی |
| منبع          | رتبه‌بندی      |
| ------------- | ------------- |
| آل‌میوزیک      | [ ۲ ]         |
| laut.de       | [ ۳ ]         |

سقوط یک فرشته شورشی (به انگلیسی: The Fall of a Rebel Angel) هشتمین آلبوم استودیویی پروژه موسیقی انیگما است که در تاریخ ۱۱ نوامبر ۲۰۱۶ از سوی ریپاکلیک رکوردز عرضه شد. این آلبوم که هشت سال پس از آلبوم قبلی انیگما، هفت جان، چهره‌های بسیار عرضه شد، آلبومی مفهومی است که قهرمان داستان سفری را به سوی توسعه‌یافتن و تغییر به منظور یافتن زندگی تازه و رضایت‌بخش طی می‌کند؛ داستانی که به وسیله تهیه‌کننده و ترانه‌سرای اصلی، مایکل کرتو و نویسنده ترانه‌ها و اپرا، مایکل کونزه پروبال داده شده‌است. ولفگانگ بلتراچی کار طراحی جلد روی آلبوم را بر عهده داشته‌است.

## فهرست ترانه‌ها
| سقوط یک فرشته شورشی – نسخه استاندارد | سقوط یک فرشته شورشی – نسخه استاندارد  | سقوط یک فرشته شورشی – نسخه استاندارد |
| شماره                                | نام                                   | مدت                                  |
| ------------------------------------ | ------------------------------------- | ------------------------------------ |
| ۱.                                   | «Circle Eight» (با حضور نانوک)        | ۲:۱۹                                 |
| ۲.                                   | «The Omega Point»                     | ۵:۳۹                                 |
| ۳.                                   | «Diving»                              | ۲:۵۲                                 |
| ۴.                                   | «The Die Is Cast» (با حضور مارک یوشر) | ۴:۱۶                                 |
| ۵.                                   | «Mother» (با حضور آنگون)              | ۳:۳۸                                 |
| ۶.                                   | «Agnus Dei»                           | ۳:۵۷                                 |
| ۷.                                   | «Sadeness (Part II)» (با حضور آنگون)  | ۴:۰۹                                 |
| ۸.                                   | «Lost in Nothingness»                 | ۳:۲۰                                 |
| ۹.                                   | «Oxygen Red» (با حضور آنگون)          | ۴:۰۲                                 |
| ۱۰.                                  | «Confession of the Mind»              | ۳:۴۷                                 |
| ۱۱.                                  | «Absolvo»                             | ۲:۰۱                                 |
| ۱۲.                                  | «Amen» (با حضور آکیلو)                | ۴:۵۲                                 |
| مجموع مدت:                           | مجموع مدت:                            | ۴۴:۵۲                                |

## پرسنل
انیگما
- مایکل کرتو - موسیقی، متن، داستان، تهیه‌کنندگی، برنامه‌ریزی، مدیریت، مهندسی

سایر اعضا
- آنگون – اجراکننده
- آکیلو – اجراکننده
- نانوک– اجراکننده
- ماک یوشر – اجراکننده
- ولفگانگ بلتراچی – جلد آلبوم
- مایکل کونزه – داستان